# Mabel Normand
Mabel Ethelreid Normand (New York, 16 november 1892 - Monrovia (Californië), 23 februari 1930) was een Amerikaans actrice.

## Biografie
Normand werd geboren in New York en groeide op in extreme armoede. Voor haar carrière als actrice was Normand model. Ze werd actrice in 1910 toen ze een affaire kreeg met regisseur Mack Sennett. Aan het begin van haar carrière werd Normand in films vooral afgebeeld als de beeldschone vrouw. Al gauw ontdekte ze, dat haar talent in de komedie lag. Ze speelde in meerdere films naast Charlie Chaplin.
Toen haar affaire met Sennett eindigde, kreeg Normand een contract bij Samuel Goldwyn en creëerde haar eigen filmstudio. Toch daalde haar populariteit en ging haar gezondheid achteruit. Normand werd ongelukkig en raakte verslaafd aan alcohol en drugs.
Regisseur William Desmond Taylor merkte dit op en probeerde haar te helpen. Hierdoor kregen de twee een relatie. Hij werd echter in 1922 vermoord. Dit gebeurde 15 minuten nadat Normand het huis verliet. Aangezien de moord nooit ontrafeld werd, werd Normand verdacht door de politie. Ze raakte betrokken in nog een schandaal toen haar chauffeur Joe Kelly (tevens een ex-crimineel) een van Normands minnaars neerschoot met Normands pistool.
Normand werd gehaat door de media en besloot haar carrière in 1923 te eindigen. Toch kreeg ze een tweede kans toen Hal Roach Studios haar een contract aanbood in 1926. Ze kreeg veel publiciteit, maar haar schandalen uit haar verleden doken opnieuw op en Normands carrière was nu verwoest.
Normand stierf in 1930 op 37-jarige leeftijd aan tuberculose.

## Filmografie (selectie)
- 1910:Indiscretions of Betty
- 1911:The Baron
- 1912:The Mender of Nets
- 1913:Bangville Police
- 1913:A Little Hero
- 1913:Barney Oldfield's Race for a Life
- 1913:Mabel's Dramatic Career
- 1913:A Mud Bath
- 1914:Mabel's Strange Predicament
- 1914:A Film Johnnie
- 1914:Mabel at the Wheel
- 1914:Caught in a Cabaret
- 1914:The Fatal Mallet
- 1914:Her Friend the Bandit
- 1914:Mabel's Busy Day
- 1914:The Masquerader
- 1914:Gentlemen of Nerve
- 1914:His Trysting Place
- 1914:Tillie's Punctured Romance
- 1914:Getting Acquainted
- 1918:Peck's Bad Girl
- 1918:Mickey
- 1923:The Extra Girl

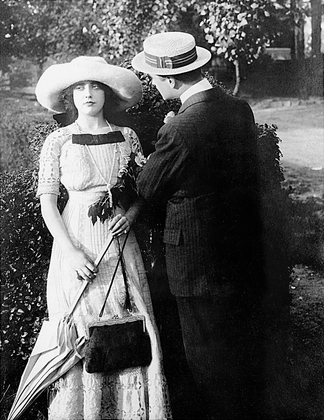
Her Awakening (1911)
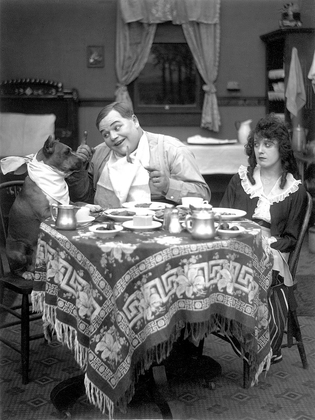
Fatty and Mabel Adrift (1916)
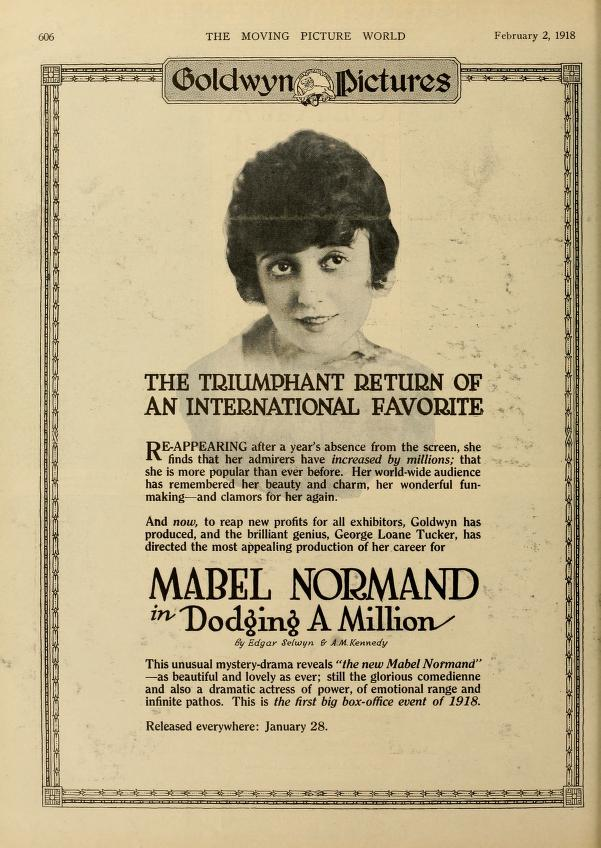
Dodging a Million (1918)
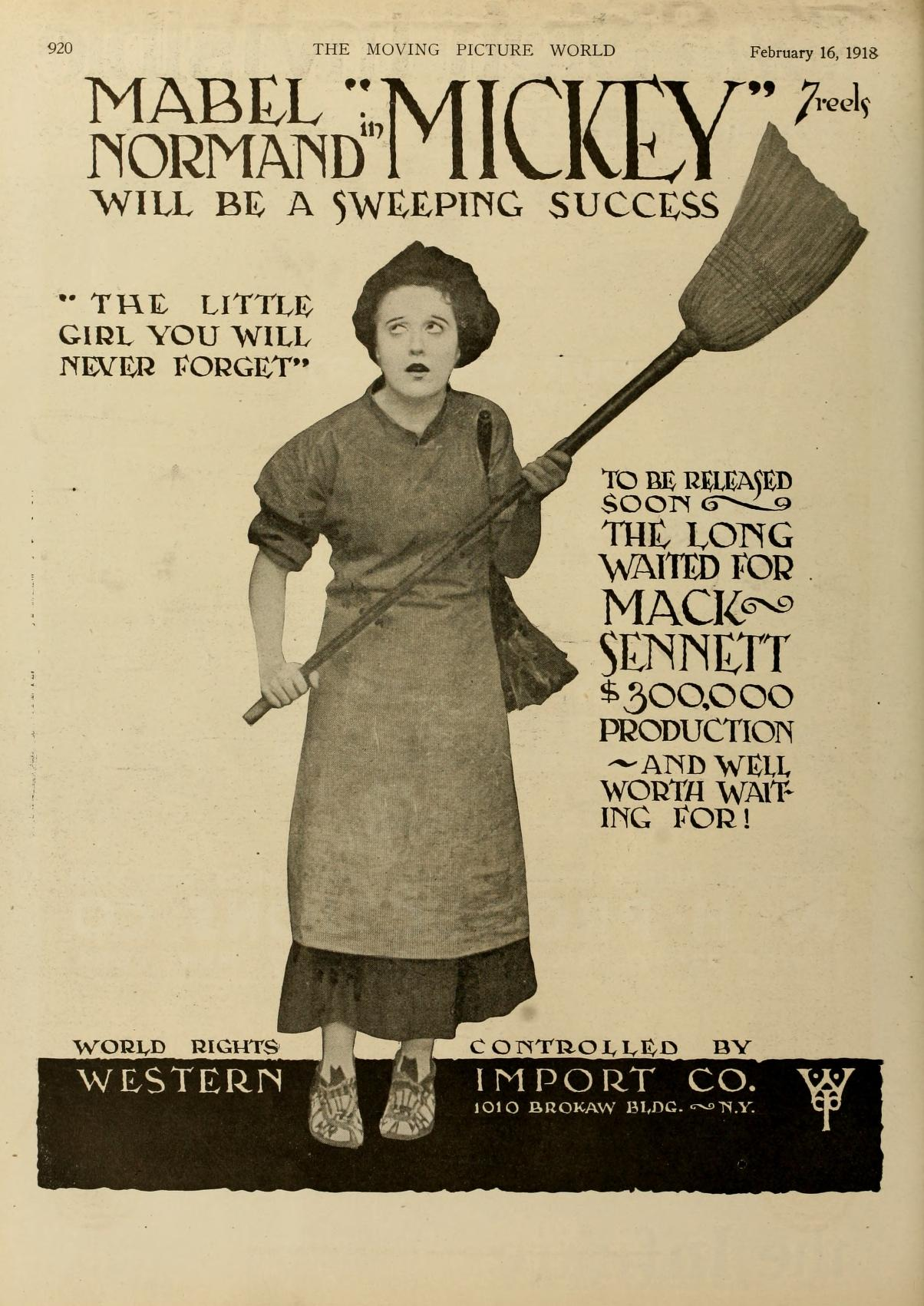
Mickey (1918)
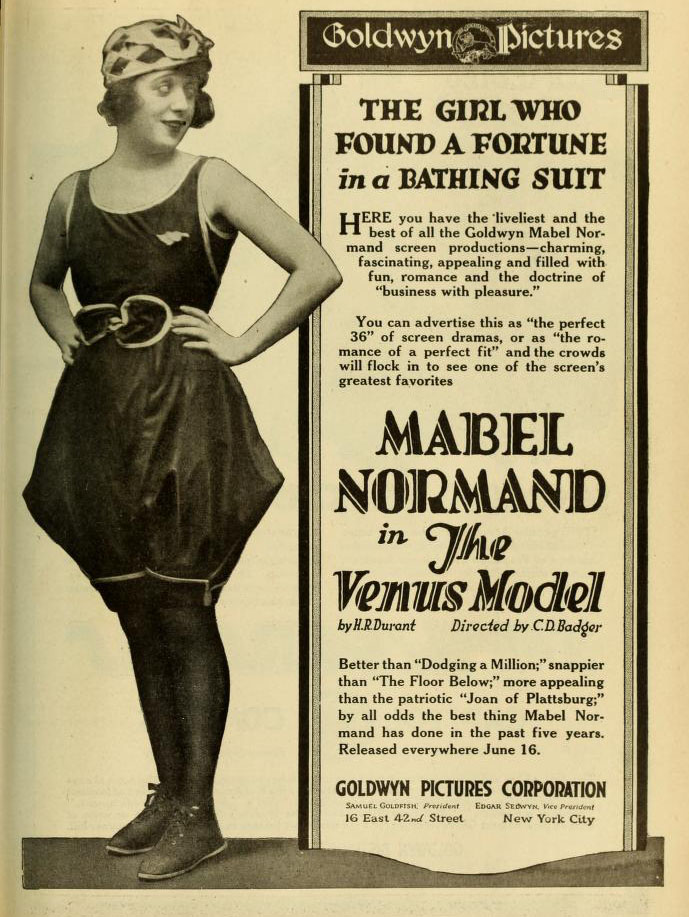
The Venus Model (1918)
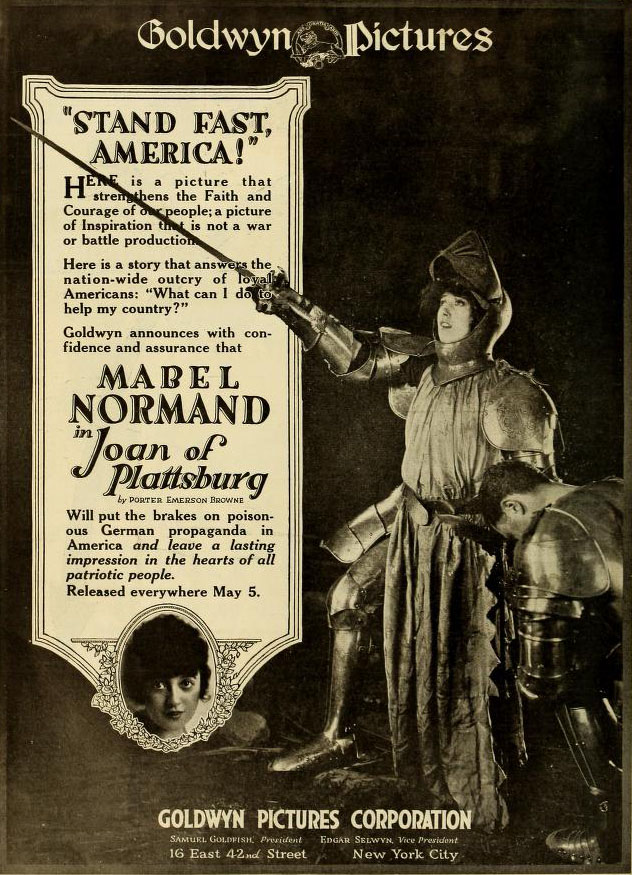
Joan of Plattsburg (1918)
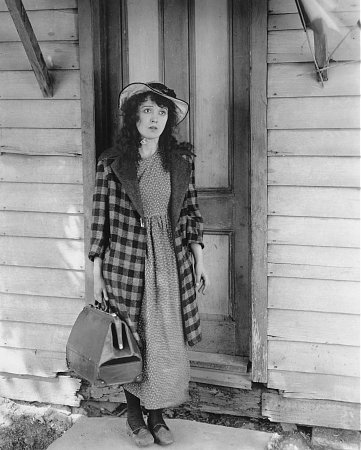
Peck's Bad Girl (1918)
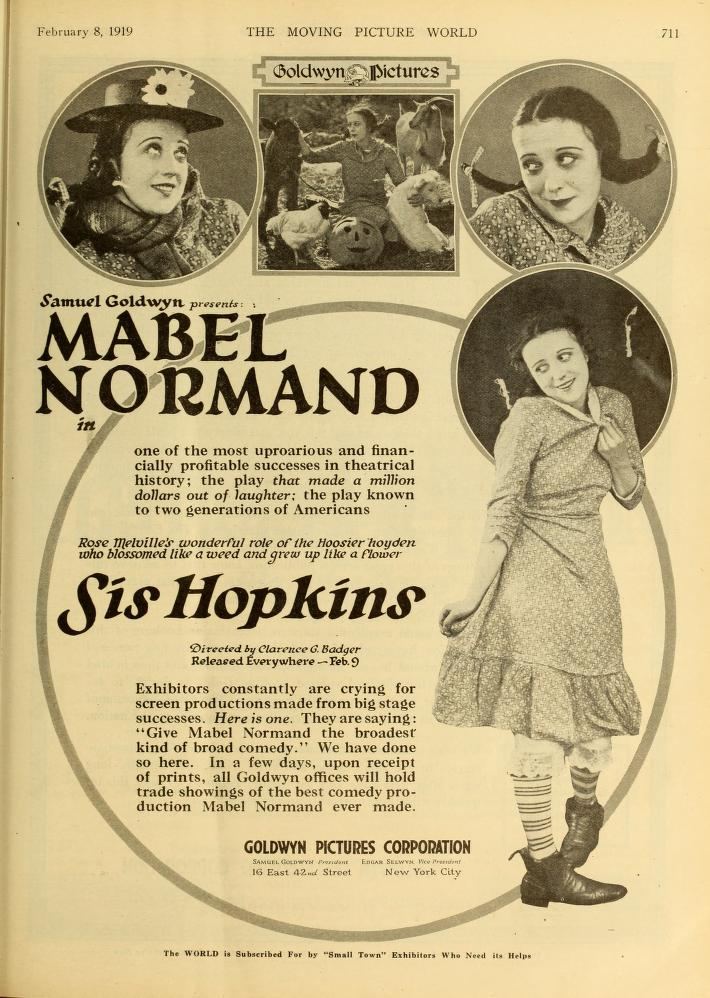
Sis Hopkins (1919)
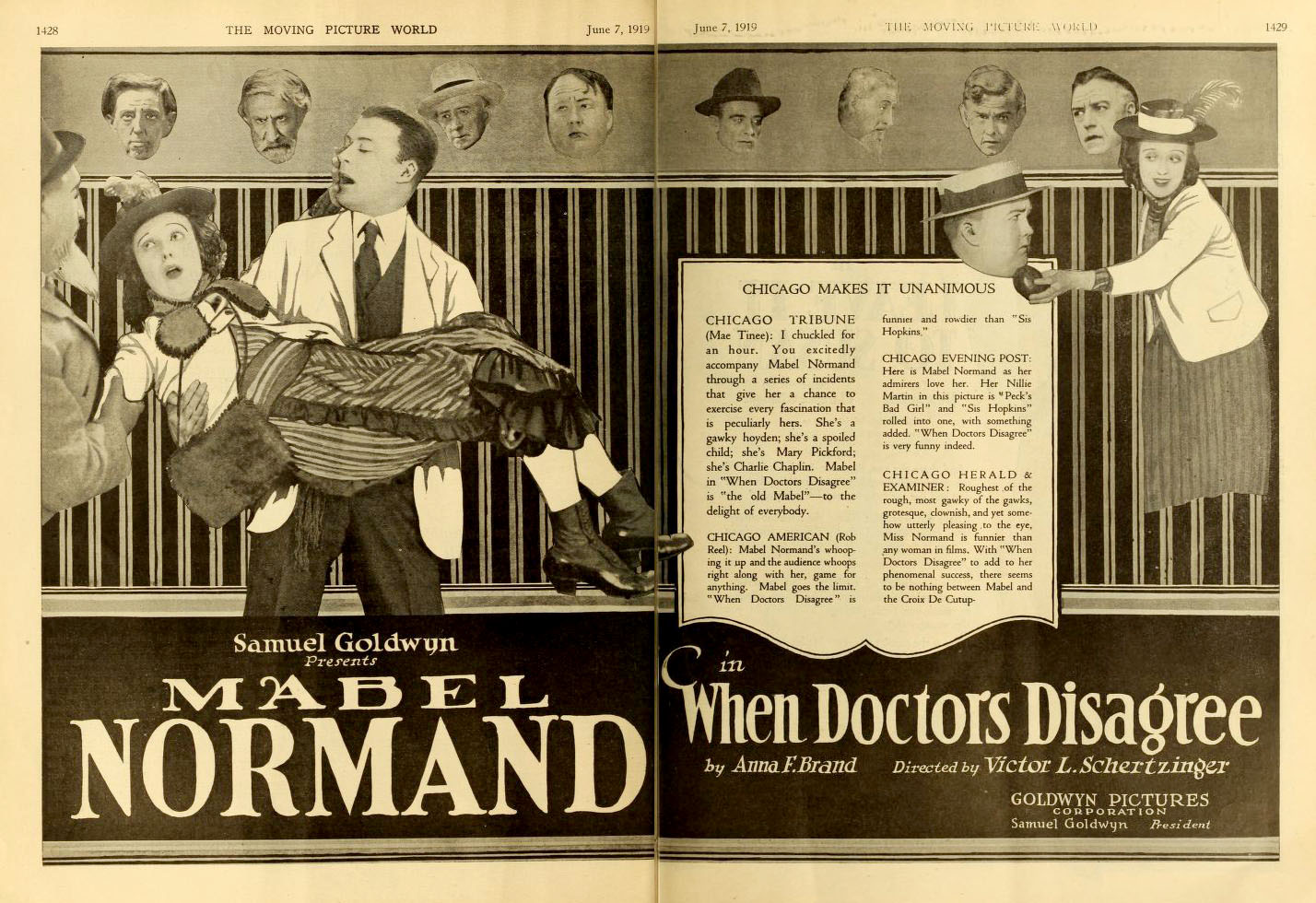
When Doctors Disagree (1919)

- Bibsys: 11071699
- Biblioteca Nacional de España: XX1413992
- Bibliothèque nationale de France: cb13979797w (data)
- Gemeinsame Normdatei: 123403154
- International Standard Name Identifier: 0000 0001 1570 8800
- Library of Congress Control Number: n82022788
- Nationale Bibliotheek van Tsjechië: xx0186152
- Nationale Bibliotheek van Israël: 987007432653005171
- Nationale Bibliotheek van Polen: a0000003616865
- Nederlandse Thesaurus van Auteursnamen: 074364545
- SNAC: w6hh8qqs
- Système universitaire de documentation: 111182034
- Virtual International Authority File: 54340923
- WorldCat: E39PBJxMjFtybTW9yk7cXM8V4q